# سداسية زايفرت

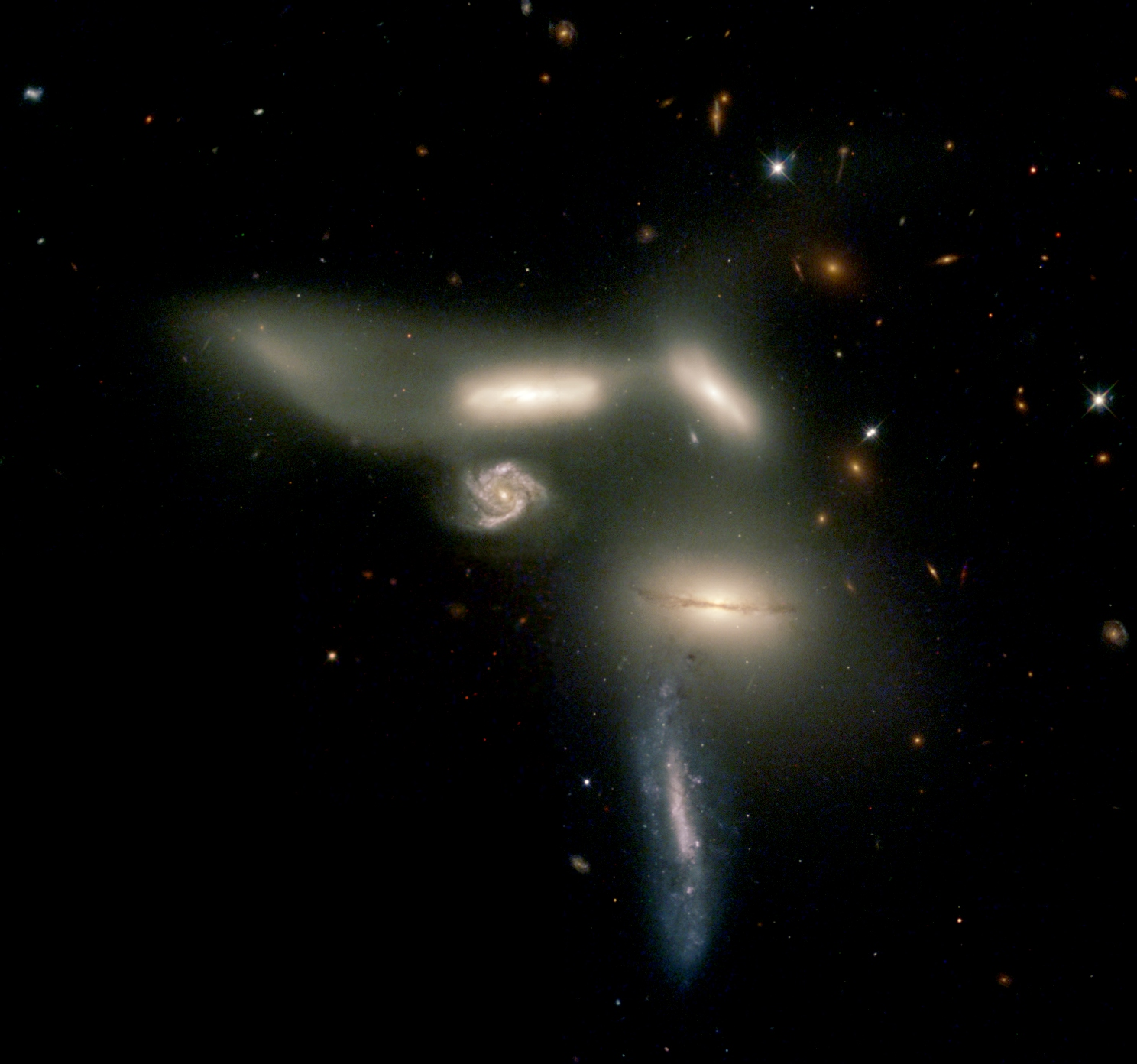
صورة سداسية زايفرت ،التقطها تلسكوب هابل الفضائي.

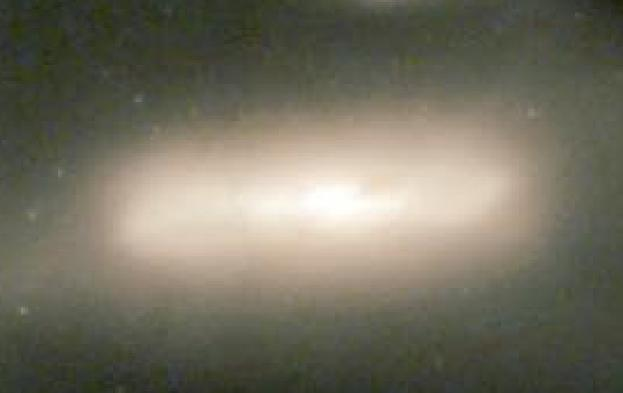
المجرة NGC 6027 ب تلسكوب هابل الفضائي.

سداسية زايفرت (بالإنجليزية: Seyfert's Sextet)‏ هي مجموعة مجرات تبعد نحو 190 مليون سنة ضوئية عن مجرتنا، مجرة درب التبانة. وتوجد في كوكبة الحية . ويبدو أن تلك المجموعة تضم 6 من المجرات، إلا أن واحدة منها خلفية ولا تنتمي إلى التجمع، كما يبدو جزء من واحدة منهم كأنه مجرة مستقلة. ويوجد تآثر بين أعضاء المجموعة ناشئ عن قوى الجاذبية بينهم سوف يتواصل على مدي مئات السنين القادمة . وقد تنتهي تلك المفاعلة بين المجرات بأن يتوحدوا مكونين مجرة إهليجية واحدة هائلة.
ترجع التسمية NGC 6027 إلى الفهرس العام الجديد وتختص عموما بواحدة من المجرات الستة.

## اقرأ أيضا
- خماسية ستيفان
- مجرة زايفرت
- كارل زايفرت
- مجرة حلزونية
- نجم
- مجرة
- قزم أبيض
- عملاق أحمر
- الانفجار العظيم
- خط زمني للانفجار العظيم
- نجم نيوتروني
- ثقب أسود
- مسييه 100
- قائمة أكبر النجوم

## وصلات خارجية
- موقع الكون